# Abraham Wuchters

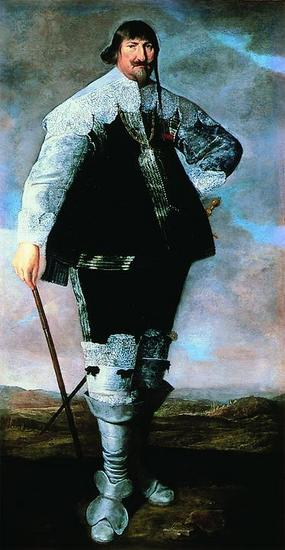
Porträt von Christian IV. von Dänemark, angefertigt von Abraham Wuchters kurz nach seiner Ankunft in Dänemark

Abraham Wuchters (* 1608 in Antwerpen, Spanische Niederlande; † 23. Mai 1682 in Sorø, Königreich Dänemark) war ein niederländisch-dänischer Maler und Graveur.

## Werdegang
Abraham Wuchters wurde während der Regierungszeit von Isabella Clara Eugenia von Spanien und Albrecht VII. von Habsburg in Flandern geboren und wuchs dort auf. Über seine Jugendjahre ist nichts bekannt. Er wanderte 1638 in das Königreich Dänemark ein. Im Folgejahr, 1639, trat er eine Anstellung als Zeichenlehrer an der Sorø Akademi an. Etwa zur gleichen Zeit wurde er nach Kopenhagen berufen, wo er mehrere Porträts von König Christian IV. anfertigte. 1645 kehrte er nach Schloss Christiansborg zurück, um ein Porträt von den Kindern des Königs zu malen, einschließlich lrik Christian Gyldenløve (um 1645, Statens Museum for Kunst) und  Duke Frederik (III) (um 1645, Schloss Amalienborg).
Zwischen 1658 und 1662 hielt er sich zweimal am königlichen Hof von Schweden in Stockholm auf, wo er Königin Christina von Schweden (1660 an der Universität Uppsala und 1661 in Stockholmer Schloss), Karl X. Gustav und Hedwig Eleonora von Schleswig-Holstein-Gottorf porträtierte.
Zurück in Dänemark wurde Wuchters von Friedrich III., welcher 1660 in Dänemark eine absolute Monarchie etablierte, angeheuert sich um den Erhalt seiner Porträts zu kümmern. 
1671 ernannte ihn der neue König Christian V. zum offiziellen Maler am dänischen Hof und 1673 zum offiziellen Graveur am dänischen Hof. Er hatte daher die alleinige Entscheidungsbefugnis, wie das Gesicht des absolutistischen Königs dargestellt wurde.
Als königlicher Maler erschuf er auch dekorative Arbeiten in den königlichen Residenzen, wie in Schloss Rosenborg. Diese schlossen ein schönes Freskogemälde im Schlafgemach von Königin Sophie Amalie von Braunschweig-Calenberg, wo sie als Hera dargestellt wurde, der Mutter der griechischen Götter.